# Gary Lucas

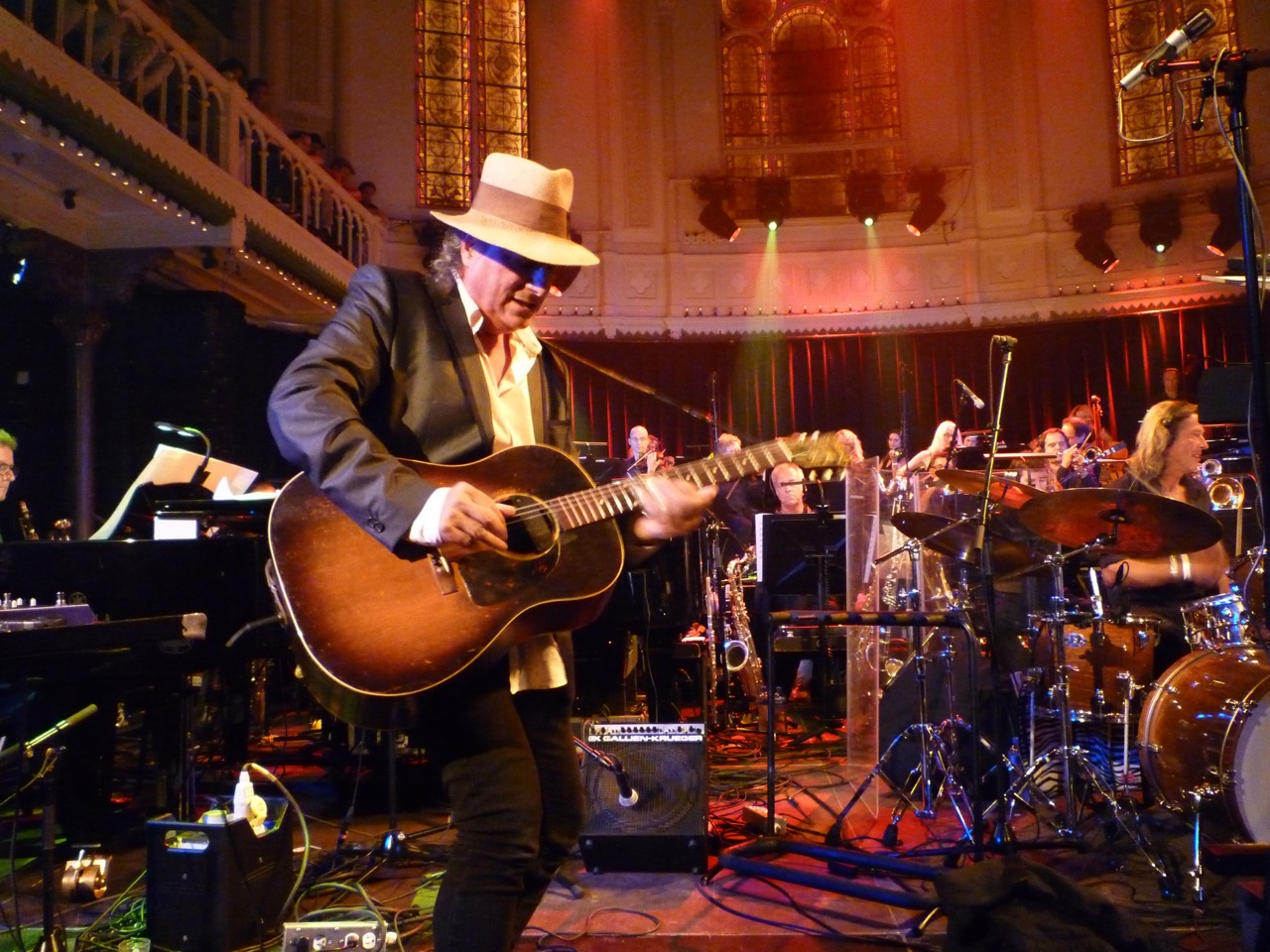
Gary Lucas

Gary Lucas (* 20. Juni 1952 in Syracuse, New York) ist ein US-amerikanischer Fusiongitarrist und Songwriter.

## Leben und Wirken
Lucas spielte als Neunjähriger Gitarre und während der High School Waldhorn. An der Yale University studierte er Englisch, war aber nebenbei als College-Diskjockey und als musikalischer Leiter des Hochschulradios WYBC FM tätig. Anschließend ging er auf Reisen: In Wien hatte er ein Engagement als Gitarrist in Leonard Bernsteins Messe, dann blieb er zwei Jahre in Taiwan, wo er mit der von ihm gegründeten O-Bay-Gone Band lokal erfolgreich war. Von 1980 bis 1982 spielte er in der Band von Captain Beefheart, an dessen Alben Doc At the Radar Station (1980) und Ice Cream For Crow (1982) er mitwirkte. Nachdem Beefheart seine Band aufgelöst hatte, arbeitete Lucas vorübergehend als Produzent. 1989 gründete er Gods & Monsters, eine Rockband mit wechselnder Besetzung, der unter anderem Jeff Buckley angehörte. 1991 erschien Lucas Solo-Album Skeleton At the Feast. Mit Jon Langford von den Mekons und Tony Maimone gründete Gary Lucas The Killer Shrews und spielte 1994 das gleichlautende Album ein. Weiter entwarf er eine Gitarrenbegleitung für den Stummfilm „Golem“ (1920), die er mit dem Film aufführte. In den 90er Jahren schrieb er mit Joan Osborne den Hit „Spider Web“.
Lucas ist auch als Komponist für Filme und Dokumentationen aktiv, so u. a. 2001 für Lalee’s Kin: The Legacy of Cotton.
Unter seinen Alben ragt The Edge Of Heaven (2003) hervor, auf dem er skurrile Neubearbeitungen chinesischer Popmusik vornimmt. Die Alben Diplopia (2003) und The University of Absence (2004) entstanden mit dem niederländischen Lautenspieler Jozef van Wissem, das Album Beyond the Pale mit dem britischen Elektronikduo The Dark Poets. 2006 tourte er mit dem Beefheart-Tributprojekt Fast 'n' Bulbous, mit dem er auch auf dem Jazzfestival Frankfurt auftrat. Er arbeitete weiterhin mit Lou Reed, John Cale, Nick Cave, John Sebastian, John Zorn, Bryan Ferry, Patti Smith, DJ Spooky, Damo Suzuki, Iggy Pop, Dr. John, Allen Ginsberg, Graham Parker sowie Najma Akhtar, im Jazzbereich mit Roswell Rudd, Steve Swallow, Joe Lovano, Dave Liebman und Billy Bang. Lucas hält auch Vorträge über den Inhalt, die Entstehung und die Hintergründe seiner Stücke. Auch gibt er als Gitarrist Masterclasses etwa am Amsterdamer Konservatorium und an der University of Hawaii.

## Diskographie
- Skeleton at the Feast (1990)
- Gods and Monsters (1992)
- The Killer Shrews (1994)
- Bad Boys of the Arctic (1994)
- Evangeline (1997)
- Busy Being Born (1998)
- Street of Lost Brothers (2000)
- The Edge of Heaven (2001)
- Diplopia (2003)
- The Universe of Absence (2004)
- Coming Clean (2006)
- Beyond the Pale (2008)

## Lexigraphischer Eintrag
- Wolf Kampmann (Hrsg.), unter Mitarbeit von Ekkehard Jost: Reclams Jazzlexikon. Reclam, Stuttgart 2003, ISBN 3-15-010528-5.